# Сайфуллин, Ренат Саляхович
Рена́т Саляхович Сайфу́ллин (5 июля 1930, Казань — 3 мая 2023, Казань) — советский и российский химик-технолог, доктор технических наук (1970), профессор (1971), действительный член Академии наук Республики Татарстан (1992), заслуженный деятель науки и техники ТАССР (1984), РСФСР (1990), лауреат Государственной премии Республики Татарстан в области науки и техники (1994).

## Биография
В 1948 году окончил среднюю школу № 3 г. Зеленодольска и одновременно работал рабочим на заводе им. Серго (ПО «ПОЗИС»), г. Зеленодольск.
В 1953 году окончил с отличием КХТИ по специальности «Технология неорганических веществ» (Сталинский стипендиат).
1953—1956 — аспирант кафедры неорганической химии КХТИ.
1956—1961 — ассистент кафедры неорганической химии.
1958 — защитил диссертацию на соискание учёной степени кандидата химических наук.
1961—1971 — доцент кафедры неорганической химии.
1970 — защитил диссертацию на соискание учёной степени доктора технических наук.
1971—1973 — профессор кафедры неорганической химии.
1973—2000 — заведующий кафедрой технологии неорганических веществ и материалов (ТНВиМ).
С 2000 года — профессор ТНВиМ.
Умер 3 мая 2023 года.

## Научная деятельность
Прикладная неорганическая химия и электрохимия; гальваностегия; композиционные электрохимические покрытия, неорганические материалы; обобщение и пропаганда научных достижений через публикации; создание 2-х и 3-х язычных терминологических словарей по химии, физике и технологии. Основатель научного направления по созданию композиционных электрохимических покрытий и материалов. Им разработаны: новые виды гальванических покрытий; способы контроля толщин никелевых и палладиевых покрытий, способствующие экономии дефицитных металлов (внедрены на машино- и приборостроит. предприятиях страны).
Автор более 600 научных трудов, в том числе 60 авторских свидетельств и патентов, 12 монографий. Подготовлено 5 докторов и 28 кандидатов наук.

## Основные работы
- Некоторые пути интенсификации процесса никелирования : диссертация … кандидата химических наук : 02.00.00. — Казань, 1956. — 171 с.
- Композиционные электрохимические покрытия : диссертация … доктора технических наук : 05.00.00. — Казань, 1970. — 316 с.
- Комбиниpованные электpохимические покpытия и матеpиалы. М.: Химия, 1972, 168 с.
- Композиционные покpытия и матеpиалы. М.: Химия, 1977. 272 с.
- Неорганические композиционные материалы / Р. С. Сайфуллин. — М. : Химия, 1983. — 300 с.
- Кристаллохимия и кристаллофизика : Учеб. пособие / Р. С. Сайфуллин. — Казань : КХТИ, 1983. — 39 с.
- Физикохимия неорганических полимерных и композиционных материалов / Р. С. Сайфуллин. — М. : Химия, 1990. — 239 с.
- Physical Chemistry of Inorganic Polymeric and Composite Materials. L., 1992.
- Современная химико-физическая энциклопедия-лексикон [Текст] = Contemporary chemicophysical encyclopedia-dictionary : (на русском и английском языках) / Р. С. Сайфуллин, А. Р. Сайфуллин ; Акад. наук Респ. Татарстан. — Казань : Фəн, 2010. — 695 с., [34] л. цв. ил. : ил., портр.; 25 см; ISBN 978-5-9690-0133-6

## Награды
Звание «Изобретатель СССР» (1980), ордена «Знак Почета» (1981), «Дружбы народов», медаль «За доблестный труд. В ознаменование 100-летия со дня рождения В. И. Ленина», медали ВДНХ (1982, 1987), почетные знаки «Отличник химической промышленности» (1969), «Победитель соц. соревнования» (1973,1978, 1979, 1980), премия и диплом Президиума ЦП ВХО им. Д. И. Менделеева (1973), Почетная грамота Татарского обкома КПСС и Совета Министров (1979).